# Red Sike
Der Red Sike ist ein Wasserlauf im Lake District, Cumbria, England. Er entsteht südwestlich von Troutbeck und fließt in nördlicher Richtung bis zu seiner Mündung in den Trout Beck.